# Brachypeza
Brachypeza es un género de plantas que tiene asignadas unas siete especies de orquídeas. Es originario de Indochina hasta Nueva Guinea.

## Descripción
Tiene 7 especies monopodiales de Indochina a Nueva Guinea que se separaron de Sarcochilus y tienen tallos cortos que llevan unas cuantas hojas carnosas y flores sobre pedúnculos largos con cortos raquis en forma de maza que tienen una apertura sucesiva, las flores son de corta duración con sépalos de extensión libre.

## Taxonomía
El género fue descrito por Leslie A. Garay y publicado en Botanical Museum Leaflets 23: 163. 1972.

## Especies deBrachypeza
- Brachypeza archytas (Ridl.) Garay, Bot. Mus. Leafl. 23: 164 (1972).
- Brachypeza indusiata (Rchb.f.) Garay, Bot. Mus. Leafl. 23: 164 (1972).
- Brachypeza koeteiensis (Schltr.) Garay, Bot. Mus. Leafl. 23: 164 (1972).
- Brachypeza laotica (Seidenf.) Seidenf., Bot. Tidsskr. 68: 66 (1973).
- Brachypeza minimipes (J.J.Sm.) Garay, Bot. Mus. Leafl. 23: 164 (1972).
- Brachypeza stenoglottis (Hook.f.) Garay, Bot. Mus. Leafl. 23: 164 (1972).
- Brachypeza zamboangensis (Ames) Garay, Bot. Mus. Leafl. 23: 164 (1972).